# Manuel Marulanda Vélez
Pedro Antonio Marín Marín, més conegut pel nom de guerra Manuel Marulanda Vélez o Tirofijo, (Génova, Colòmbia, 1930 - departament de Meta, 2008) fou un guerriller comunista colombià, comandant i membre fundador de la guerrilla de les Forces Armades Revolucionàries de Colòmbia (FARC), organització considerada terrorista a 31 països, entre ells la Unió Europea i Estats Units.
Fou el guerriller més veterà del món i del seu temps. El seu sobrenom Tirofijo possiblement prové de l'habilitat per encertar en el blanc al disparar amb armes de foc durant els seus dies de combatent i Manuel Marulanda prové d'un antic líder comunista assassinat durant la "Violencia", va mantenir el lideratge de les FARC fins a la seva mort.

## Joventut
Pedro Antonio Marín va néixer a Génova, municipi del Departament del Quindío, hi ha controvèrsia sobre la seva data de naixement, si va tenir lloc al maig de 1928 o 1930. Era fill de camperols liberals que vivien a Ceilan. El seu pare era Pedro Pablo Marín Quinceno (qui alguna vegada va afirmar que el seu fill havia nascut el 12 de maig de 1932 a Gènova) i la seva mare era Rosa Delia Marín. Els seus germans eren Rosa Helena, Jesús Antonio, Obdulia i Rosa Maria. El seu avi, Ángel Marín, antioqueny de tendències liberals, va ser combatent a la Guerra dels Mil Dies. Marín va cursar fins a cinquè de primària a l'escola marxant als 13 anys de casa.

## L'època de la violència
Marín va treballar com a carnisser, forner, venedor de dolços, constructor, botiguer i comerciant. Com a seguidor de liberals, Marín aparentment hauria participat en les revoltes del Bogotazo del 1948, després de la mort del cabdill liberal Jorge Eliécer Gaitán. Es va desencadenar una onada de repressió i de violència política, en la que molts camperols liberals i d'esquerra van crear milícies armades (els paracos o paramilitars) per protegir-se de les accions dels elements conservadors més violents entre els terratinents i l'exèrcit colombià, a més dels simples bandits oportunistes, pel que van arribar a ser coneguts com els «chusmeros». Aquestes milícies generalment van tenir un caràcter local i restringit, però també van executar accions més ofensives segons les circumstàncies. Tots dos bàndols van cometre atrocitats durant aquesta fase del conflicte. Alguns d'aquests crims van arribar a tenir noms populars: «El tall corbata» o «corbata colombiana», un dels més coneguts, consistia en un tall transversal en el coll, pel que extreien la llengua deixant penjant, o «tall franela», que consistia en un tall alt* del coll.
Dependents i aliats en principi amb l'oficialisme liberal, moltes d'aquestes agrupacions es desmobilitzaren parcialment durant l'amnistia decretada pel dictador Rojas Pinilla a inicis de la dècada de 1950, però diverses d'elles havien trencat gradualment amb la línia partidista i van seguir en armes dins de les seves pròpies zones d'influència regional, quan el país recobrava llavors una relativa estabilitat política.

## Front Nacional
En acostar l'època del Frente Nacional, aquestes comunitats rurals armades ja havien pres un caràcter més autònom i d'una tendència ideològica més propera al comunisme agrari, i per això des de l'esquerra alguns les anomenessin "zones alliberades" (zonas liberadas). Encara que eren encara majorment defensives, des del govern colombià se'ls va considerar una amenaça en ser "repúbliques independents" (com va ser-ho per exemple la República de Marquetàlia), on no tenia influència l'autoritat i la legalitat centralista que es pretenia restaurar.

## Presumpta mort el 1964
El 1964 el govern colombià suposà que en els bombardejos de Marquetàlia havia mort Marín i la resta de comandants guerrillers. Va ser un rumor fals sobre la seva mort seguit de molts altres, algunes vegades caigut en combat, malalt per ferides gangrenades i fins víctima de formigues verinoses.

## Fundació de les FARC
Es va mantenir una tensa pau en aquestes zones entre 1958 i 1964, però en aquell darrer es prengué la decisió d'acabar definitivament amb aquests reductes autònoms per la força i imposar el domini estatal, organitzant-se una gran operació militar. Aquesta acció de l'exèrcit dispersà als assentaments i va obligar a Manuel Marulanda, fins aleshores un dels líders camperols partícips d'aquestes milícies, i a una dotzena més d'homes a internar-se a les muntanyes.
Poc després, aquests supervivents s'organitzaren sota la direcció de Marulanda i de membres del Partit Comunista per crear una força guerrillera FARC (Forces Armades Revolucionàries de Colòmbia) d'un caràcter definidament revolucionari.

## Presumpta mort el 1970
El novembre de 1970 el diari El Espacio va publicar una sèrie de cròniques on es deia que Marín s'havia enfrontat a tropes de l'exèrcit que li propinés una ferida mortal al pit. Aquests relats es veren desmentits quan Marulanda es fotografià amb Víctor G. Ricardo el juny de 1998 i un mes més tard amb el candidat presidencial Andrés Pastrana.

## Negociacions de pau amb Betancur
El 1982 el recent electe president Belisario Betancur Cuartas llança el seu anhel i projecte d'assolir una pau sense la via militar, convida a les FARC, l'M-19, entre altres grups per iniciar converses de pau. Marin accepta reunir-se amb la Comision de Pau i acorda un lloc en el municipi de La Uribe, Meta, el lloc de negociació. Després de diversos mesos de diàleg les FARC i el govern signen els Acords de La Uribe.
| «                                                                                           | Refrendamos con nuestras firmas la Politica de Cese al fuego, tregua y paz adelantada por el secretariado y ordenamos a todo el movimiento cesar el fuego con el adversario el dia 24 de mayo de 1984 a las 00:00 para dar comienzo a un periodo de prueba y tregua de un año... | » |
| — Manuel Marulanda, Discurs pronunciat a Casa Verde, La Uribe la nit del 23 de maig de 1984 | |   |

D'aquests acords neix la Unión Patriótica (UP), partit i moviment polític format no només per membres de la guerrilla sinó per organitzacions sindicals, dels drets humans, etc. Marulanda no estava molt involucrat en l'assumpte de la UP, però juntament amb Jacobo Arenas mantenia la seva posició de comandat de les FARC, criticava l'extermini dels militants de la UP, demanava desmantellar el paramilitarisme a Colòmbia i mantenia una enorme actitud de seguir dialogant per buscar la pau. Tot i que la UP és exterminada pels paramilitars, narcotraficants i membres de la intel·ligència de l'estat, la treva pactada el 1984 es manté de manera ininterrompuda fins a 1990 quan l'exèrcit, per ordre del president César Gaviria envaeix Casa Verde.

## Presumpta mort el 1995
El 1995, una cadena radiofònica informà que Manuel Marulanda havia mort i que el decés l'havia confirmat el membre del secretariat de les FARC Iván Márquez a la mateixa emissora. Tanmateix, tot va resultar fals.

## Negociacions de pau amb Pastrana
Marín es va reunir amb el llavors candidat a la presidència de Colòmbia, Andrés Pastrana i van acordar reunir un cop aquest fos president de Colòmbia per iniciar un procés de pau.
El novembre de 1998, les FARC i el govern en reunió entre Marín i Pastrana van acordar una zona desmilitaritzada al Departament de Caquetá. Després de la Presa a Mitú, s'acorda la "Zona de Distención" on es presenta l'episodi de la "cadira buida", on Marulanda havia de seure a representar l'inici dels diàlegs de pau amb Pastrana. Pastrana anys després desmenteix el que va succeir en realitat; Marulanda no assistí perquè d'haver-s'hi assegut, els colombians creurien que la guerrilla havia signat la pau mentre que els subversius de les FARC creurien que el seu líder es va lliurar a l'estat colombià i això li portaria problemes posteriorment. Tot i així es continuen els diàlegs de pau sense haver un cessament al foc, el govern implementa el “Plan Colómbia” per acabar amb els conreus il·lícits, el pla va ser durament criticat per les FARC, mentre que la guerrilla posa en marxa segrestos, mines antipersona, cotxes bomba, etc. Pastrana, el 2002 decideix posar fi a la “zona de distensió” i al Procés de pau.

## Presumpta mort el 2004
El febrer de 2004, la periodista Patrícia Lara va afirmar a la revista Diners que Marín era afectat de càncer de pàncrees i no li restaven més de sis mesos de vida. L'afirmació mai va ser desmentida. Tanmateix, les autoritats van trobar en l'ordinador de Raúl Reyes desenes de comunicacions dirigides i escrites pel comandant màxim, amb la qual cosa va quedar clar que almenys fins a finals de 2007, Marín encara era viu.

## Mort el 2008
El 24 de gener de 2008, el diari brasiler Correio Braziliense, citant documents atribuïts a l'Agència Brasilera d'Intel·ligència (ABIM), va assenyalar que Marín tenia càncer i que hi havia una disputa pel lideratge en les FARC.
El 24 de maig de 2008 la revista colombiana Setmana va publicar una entrevista amb el Ministre de Defensa de Colòmbia, Juan Manuel Santos en la que va esmentar que els organismes d'intel·ligència de Colòmbia presumien que Marín havia mort el 26 de març a les 18:30, pel que sembla per causes naturals o per un aturada cardíaca. Aquesta informació va ser confirmada el 25 de maig en un vídeo, entregat al canal Telesur, on apareix un dels caps, Timoleón Jiménez, que ratifica la mort de Marín.
L'1 de febrer de 2009, una guerrillera desmobilitzada de les FARC, lliurà al diari La Nación, de Neiva, Colòmbia, les primeres fotos del guerriller mort. Lluïa un camuflat nou, amb les mans creuades sobre el pit i, segons les paraules d'"Anayibe", la guerrillera desmobilitza "El desplaçament va ser tortuós. El taüt improvisat estava protegit per tres anells de seguretat, integrat per 250 homes. El taüt va ser desplaçat enmig d'una espessa selva que comunica al Guaviare amb el Meta. El recorregut va trigar dues setmanes i es va fer en total silenci. Tots els membres del Secretariat, mantenien el secret. La instrucció era ocultar fins quan es definís la successió del comandament. " 
A la seva mort, el succeí com a cap de la guerrilla Guillermo León Sáenz, Alfonso Cano.

## Crítiques
Marín va ser criticat des de l'esquerra legal a Colòmbia i a l'exterior (tant per part de governs, partits polítics i organitzacions no governamentals), per cercar solucionar els problemes del país mitjançant l'ús de les armes, el segrest, mines antipersona, cotxes bomba, narcotràfic, desplaçament forçat i tortura entre altres actes, que fan part de la prossecució d'una guerra que ha perjudicat a tots dos bàndols i a la població civil, deixant milers de morts, ferits i desplaçats.

El 2001, Human Rights Watch sol·licità a Manuel Marulanda que prengués decisions per corregir els abusos dels seus homes, però el Comandant de les FARC no respogué directament a aquestes comunicacions. Human Rights Watch considera que les seves crítiques van ser ignorades o desviades per la comandància de l'organització guerrillera: 
| « | El Comandante Marulanda no ha respost ni una sola de les preocupacions que plantegem. En lloc de prendre's seriosament les nostres crítiques, ha emès una arenga que desvia l'atenció dels problemes reals ". | » |

Altres portaveu sde les FARC han respost que consideren que aquestes organitzacions no els estarien jutjant correctament i que la guerrilla com a tal no estaria subjecta a la llei humanitària internacional que un dels seus comandants va considerar com "un concepte burgès". Davant aquesta resposta, els crítics de les FARC en l'àrea dels drets humans han contestat que la llei humanitària internacional sí afecta legalment a aquesta guerrilla i més encara si aquesta es considera part bel·ligerant en el conflicte.
Dins de les moltes acusacions en contra seu hi ha la sentència establerta pel Tribunal Superior de Antioquia, Pedro Antonio Marín juntament amb la cúpula de les FARC, són responsables del segrest i mort de l'exministre de defensa, Gilberto Echeverri Mejía, l'ex governador d'Antioquia, Guillermo Gaviria Correa i de vuit militars.